# Lucas Búa
Lucas Búa de Miguel (Toledo, 12 de enero de 1994) es un deportista español que compite en atletismo, especialista en las carreras de velocidad y relevos.
Ganó una medalla de bronce en el Campeonato Europeo de Atletismo de 2018 y una medalla de plata en el Campeonato Europeo de Atletismo en Pista Cubierta de 2019, ambas en la prueba de 4 × 400 m.

## Trayectoria
Es internacional desde 2011 cuando debutó en el Campeonato Mundial sub-18. Fue campeón de España de 400 m al aire libre en 2015 y 2016.
En agosto de 2018 obtuvo la medalla de bronce en el Campeonato Europeo, en el relevo 4 × 400 m junto con Óscar Husillos, Samuel García y Bruno Hortelano, con una marca de 3:00,78.
En el Campeonato Europeo en Pista Cubierta de 2019 ganó la medalla de plata en el relevo 4 × 400 m (junto con Óscar Husillos, Manuel Guijarro y Bernat Erta), batiendo el récord de España.
En 2022 volvió a participar en el relevo 4 × 400 m del Campeonato de Europa con Husillos, García e Iñaki Cañal, batiendo el récord de España con una marca de 3:00,54, aunque esta vez quedaron en cuarta posición.
En 2023 formó parte de nuevo del relevo español 4 × 400 m en el Campeonato de Europa en pista cubierta, alcanzando otra vez la cuarta plaza.

## Palmarés internacional
| Campeonato Europeo                   | Campeonato Europeo    | Campeonato Europeo | Campeonato Europeo |
| Año                                  | Lugar                 | Medalla            | Prueba             |
| ------------------------------------ | --------------------- | ------------------ | ------------------ |
| 2018                                 | Berlín (Alemania)     | Medalla de bronce  | 4 × 400 m          |
| Campeonato Europeo en Pista Cubierta |                       |                    |                    |
| Año                                  | Lugar                 | Medalla            | Prueba             |
| 2019                                 | Glasgow (Reino Unido) | Medalla de plata   | 4 × 400 m          |

## Competiciones internacionales
| Representando a España | Representando a España               | Representando a España | Representando a España | Representando a España | Representando a España |
| Año                    | Competición                          | Lugar                  | Posición               | Evento                 | Tiempo                 |
| ---------------------- | ------------------------------------ | ---------------------- | ---------------------- | ---------------------- | ---------------------- |
| 2014                   | Campeonato Europeo                   | Zúrich                 | 9.º (series)           | 4 × 400 m              | 3:04,68                |
| 2014                   | Campeonato Europeo por Equipos       | Brunswick              | 8.º                    | 4 × 400 m              | 3:07,01                |
| 2015                   | Relevos Mundiales                    | Nasáu                  | 22º (series)           | 4 × 400 m              | 3:08,49                |
| 2015                   | Campeonato Europeo por Equipos       | Cheboksary             | 7.º                    | 4 × 400 m              | 3:06,35                |
| 2016                   | Campeonato Mundial en Pista Cubierta | Portland               | 12.º (series)          | 400 m                  | 46,86                  |
| 2016                   | Campeonato Europeo                   | Ámsterdam              | 18.º (semifinal)       | 400 m                  | 46.26                  |
| 2016                   | Campeonato Europeo                   | Ámsterdam              | 10.º (series)          | 4 × 400 m              | 3:04,77                |
| 2017                   | Campeonato Europeo en Pista Cubierta | Belgrado               | 5.º                    | 400 m                  | 46,74                  |
| 2017                   | Campeonato Europeo por Equipos       | Lille                  | Medalla de oro         | 4 × 400 m              | 3:02,32                |
| 2017                   | Campeonato Mundial                   | Londres                | 34.º (series)          | 400 m                  | 46,00                  |
| 2017                   | Campeonato Mundial                   | Londres                | 5.º                    | 4 × 400 m              | 3:00,65                |
| 2018                   | Campeonato Mundial en Pista Cubierta | Birmingham             | 15.º (semifinal)       | 400 m                  | 47,14                  |
| 2018                   | Campeonato Mundial en Pista Cubierta | Birmingham             | 7.º                    | 4 × 400 m              | 3:07,52                |
| 2018                   | Juegos Mediterráneos                 | Tarragona              | Medalla de plata       | 400 m                  | 46,46                  |
| 2018                   | Juegos Mediterráneos                 | Tarragona              | Medalla de bronce      | 4 × 400 m              | 3:04,71                |
| 2018                   | Campeonato Europeo                   | Berlín                 | 13.º (semifinal)       | 400 m                  | 45,48                  |
| 2018                   | Campeonato Europeo                   | Berlín                 | Medalla de bronce      | 4 × 400 m              | 3:00,78                |
| 2019                   | Campeonato Europeo en Pista Cubierta | Glasgow                | 6.º                    | 400 m                  | 46,92                  |
| 2019                   | Campeonato Europeo en Pista Cubierta | Glasgow                | Medalla de plata       | 4 × 400 m              | 3ː06,32                |
| 2021                   | Campeonato Europeo en Pista Cubierta | Toruń                  | 12.º (series)          | 400 m                  | 46,92                  |
| 2021                   | Relevos Mundiales                    | Chorzów                | 13.º (s.)              | 4 × 400 m              | 3:06.09                |
| 2022                   | Campeonato Europeo                   | Múnich                 | 4.º                    | 4 × 400 m              | 3:00,54                |
| 2023                   | Campeonato Europeo en Pista Cubierta | Estambul               | 4.º                    | 4 × 400 m              | 3:06.87                |

## Marcas personales
| Prueba         | Marca   | Viento | Lugar       | Fecha                |
| -------------- | ------- | ------ | ----------- | -------------------- |
| 200 metros     | 20.88   | + 0.3  | Guadalajara | 6 de julio de 2018   |
| 400 metros     | 45.25   | -      | Huelva      | 8 de junio de 2018   |
| 4 x 400 metros | 3:00.65 | -      | Londres     | 13 de agosto de 2017 |

| Prueba         | Marca   | Lugar     | Fecha                 |
| -------------- | ------- | --------- | --------------------- |
| 200 metros     | 21.32   | Madrid    | 14 de enero de 2018   |
| 400 metros     | 46.23   | Salamanca | 18 de febrero de 2017 |
| 4 x 400 metros | 3:06.32 | Glasgow   | 3 de marzo de 2019    |